# Stupul (film)
Stupul (în albaneză Zgjoi) este un film dramatic kosovar din 2021 scris și regizat de Blerta Basholli la debutul său regizoral. În rolurile principale au interpretat actorii Yllka Gashi, Çun Lajçi și Aurita Agushi. A avut premiera la Festivalul de Film Sundance la 31 ianuarie 2021 și a devenit primul film din istoria Sundance care a câștigat toate cele trei premii principale - Marele Premiu al Juriului, Premiul Publicului și Premiul pentru cel mai bun regizor – în competiția mondială a cinematografiei dramatice (World Cinema Dramatic Competition). A fost selectat ca selecția din partea Kosovoului la categoria cel mai bun lungmetraj internațional la cea de-a 94-a ediție a premiilor Oscar.

## Rezumat
Filmul se bazează pe povestea adevărată a unei femei, Fahrije. Aceasta, împotriva tuturor așteptărilor societății misogine, dorește să aibă o mică afacere agricolă după ce soțul ei a dispărut în timpul Războiului din Kosovo din 1998-1999. Ea începe să-și vândă propriul ajvar și miere și angajează și alte femei.
Soțul Fahrijei este dat dispărut după războiul din Kosovo și, pe lângă această durere, familia ei are probleme financiare. Pentru a se întreține, ea începe o mică afacere agricolă, dar în satul patriarhal tradițional în care locuiește, ambiția și eforturile ei de a se ajuta, precum și pe alte femei, nu sunt considerate lucruri pozitive. Ea luptă nu numai pentru a-și menține familia pe linia de plutire, ci și împotriva unei comunități ostile care încearcă să o facă să eșueze.

## Distribuție
- Yllka Gashi - Fahrije
- Çun Lajçi - Haxhi
- Aurita Agushi - Zamira
- Kumrije Hoxha - Nazmije
- Adriana Matoshi - Lume
- Molikë Maxhuni - Emine
- Blerta Ismaili - Edona

## Producție
Filmul a fost produs de Studioul Ikone, Industria Film și a fost co-produs de AlbaSky Film, Alva Film și Black Cat Production.

## Lansare
Filmul a avut premiera mondială la Festivalul de Film Sundance 2021 la 31 ianuarie 2021 în competiția mondială a cinematografiei dramatice (World Cinema Dramatic Competition).
La 8 septembrie 2021, Zeitgeist Films și Kino Lorber au cumpărat drepturile de autor de distribuție a filmului în Statele Unite ale Americii și l-au programat pentru lansarea în cinematografe la 5 noiembrie 2021 în această țară.

## Recepție
Pe site-ul agregator de recenzii Rotten Tomatoes, 100% din cele 75 de recenzii ale criticilor sunt pozitive, cu un rating mediu de 7.8/10. Consensul site-ului spune: "Ancorat în interpretarea remarcabilă a actriței Yllka Gashi, Stupul ghidează spectatorii în căutarea unei femei (bazată pe fapte) de a obține autodeterminarea într-o societate patriarhală".

## Premii
| Premiu                      | Data ceremoniei  | Categorie                          | Primitor(i)     | Rezultat | Ref.   |
| --------------------------- | ---------------- | ---------------------------------- | --------------- | -------- | ------ |
| Festivalul de film Sundance | 3 februarie 2021 | Premiul Publicului                 | Blerta Basholli | Câștigat | [ 19 ] |
| Festivalul de film Sundance | 3 februarie 2021 | Marele Premiu al Juriului          | Blerta Basholli | Câștigat | [ 19 ] |
| Festivalul de film Sundance | 3 februarie 2021 | Premiul pentru cel mai bun regizor | Blerta Basholli | Câștigat | [ 19 ] |